# Ворушилін Костянтин Миколайович
Костянти́н Микола́йович Воруши́лін (нар. 21 квітня 1958) — директор-розпорядник Фонду гарантування вкладів фізичних осіб.

## Біографія
Закінчив Московський енергетичний інститут (1981, кваліфікація — інженер-механік) і Всесоюзний заочний фінансово-економічний інститут у Москві (1992, кваліфікація — економіст).
- до 1996 р. — робота в банку АППБ «Аваль».
- 1996—2007 рр. — голова правління банку «Мрія» Петра Порошенка.
- 2007—2014 рр. — керівник фінансово-інвестиційної діяльності корпорації «Богдан».
- 2008—2014 рр. — голова наглядової ради ПАТ «Міжнародний інвестиційний банк».
- з 3 жовтня 2014 р. — директор-розпорядник Фонду гарантування вкладів фізичних осіб.[2]